# Championnats du monde de semi-marathon 1995
Les 4e Championnats du monde de semi-marathon ont eu lieu le 1er octobre 1995 à Montbéliard. 247 athlètes issus de 54 nations ont participé à l'évènement.

## Résultats

### Hommes
| Épreuves            | Or                                                       | Argent                                                               | Bronze                                                          |
| Course individuelle | Moses Tanui 1 h 01 min 45                                | Paul Yego 1 h 01 min 46                                              | Charles Tangus 1 h 01 min 50                                    |
| Par équipes         | Kenya Moses Tanui Paul Yego Charles Tangus 3 h 05 min 21 | Espagne Antonio Serrano Bartolomé Serrano Pablo Sierra 3 h 07 min 51 | Italie Vincenzo Modica Danilo Goffi Giacomo Leone 3 h 08 min 31 |

### Femmes
| Épreuves            | Or                                                                | Argent                                                                   | Bronze                                                            |
| Course individuelle | Valentina Yegorova 1 h 09 min 58                                  | Cristina Pomacu 1 h 10 min 22                                            | Anuta Catuna 1 h 10 min 28                                        |
| Par équipes         | Roumanie Cristina Pomacu Anuta Catuna Elena Fidatof 3 h 31 min 29 | Russie Valentina Yegorova Alla Zhilyayeva Firiya Sultanova 3 h 33 min 12 | Espagne Ana Isabel Alonso Rocío Ríos Carmen Fuentes 3 h 34 min 26 |

## Tableau des médailles
| Rang | Nation | Or | Argent | Bronze | Total |
| ---- | ------ | -- | ------ | ------ | ----- |